# 80 cm
80 cm fue un programa de televisión de España, emitido por La 2 de TVE desde 2015 hasta 2025.

## Formato
Se trata de una serie documental, en la que el presentador, mediante rutas de senderismo va mostrando los paisajes, flora y fauna, tradiciones, cultura, gastronomía, etc de las zonas rurales de España.
La primera temporada (2015) el programa fue presentado por el cómico y actor Edu Soto. La segunda (2016) por el también actor Juanjo Ballesta. La tercera (2018) por la alpinista Araceli Segarra y la cuarta, quinta, sexta y séptima (actualmente en emisión) por el presentador habitual de la cadena Juanjo Pardo.

## Listado de programas
| Comunidad                          | Título                                 | Fecha                    |
| ---------------------------------- | -------------------------------------- | ------------------------ |
| Bandera de Canarias                | Tenerife                               | 23 de abril de 2023      |
| Bandera de Asturias                | Parque Natural de Redes                | 16 de abril de 2023      |
| Bandera de Extremadura             | Las Hurdes                             | 17 de julio de 2022      |
| Bandera de Castilla y León         | Tierras Altas                          | 10 de julio de 2022      |
| Bandera de Castilla-La Mancha      | Parque del Alto Tajo                   | 3 de julio de 2022       |
| Bandera de Castilla-La Mancha      | Acantilados de Valle de Gévalo         | 26 de junio de 2022      |
| Bandera de Andalucía               | Jaén                                   | 19 de junio de 2022      |
| Bandera de Castilla y León         | Fermoselle                             | 12 de junio de 2022      |
| Bandera de La Rioja (España)       | La Rioja                               | 5 de junio de 2022       |
| Bandera de Castilla y León         | Béjar y Candelario                     | 29 de mayo de 2022       |
| Bandera de Andalucía               | Parque de Hornachuelos                 | 22 de mayo de 2022       |
| Bandera de Castilla y León         | Segovia                                | 15 de mayo de 2022       |
| Bandera de Aragón                  | Moncayo                                | 8 de mayo de 2022        |
| Bandera del País Vasco             | Vizcaya                                | 1 de mayo de 2022        |
| Bandera de Castilla y León         | Sierra de Gredos                       | 24 de abril de 2022      |
| Bandera de Castilla y León         | Laguna Negra                           | 2 de mayo de 2021        |
| Bandera de Galicia                 | Cañón del Sil                          | 27 de junio de 2021      |
| Bandera de la Comunidad Valenciana | Chelva y Calles                        | 20 de junio de 2021      |
| Bandera de Andalucía               | Acantilados de Cádiz                   | 13 de junio de 2021      |
| Bandera de Andalucía               | Úbeda                                  | 6 de junio de 2021       |
| Bandera de Castilla y León         | Las Merindades                         | 30 de mayo de 2021       |
| Bandera de Castilla-La Mancha      | Serranía de Cuenca                     | 23 de mayo de 2021       |
| Bandera de Castilla y León         | Canal de Castilla                      | 16 de mayo de 2021       |
|                                    | Murcia                                 | 9 de mayo de 2021        |
| Bandera de Cataluña                | Valle de Nuria                         | 2 de mayo de 2021        |
| Bandera de Castilla y León         | Las Médulas                            | 25 de abril de 2021      |
| Bandera del País Vasco             | Álava                                  | 18 de abril de 2021      |
| Bandera de Cataluña                | Valle de Boí                           | 11 de abril de 2021      |
| Bandera de la Comunidad Valenciana | Morella                                | 13 de junio de 2020      |
| Bandera de Andalucía               | Sierra de Grazalema                    | 6 de junio de 2020       |
| Bandera de la Comunidad Valenciana | Calpe                                  | 30 de mayo de 2020       |
| Bandera de Canarias                | Gran Canaria                           | 23 de mayo de 2020       |
| Bandera de Cataluña                | Gubies del Regatxol                    | 16 de mayo de 2020       |
| Bandera de Extremadura             | Sierra de Gata                         | 9 de mayo de 2020        |
| Bandera de Cataluña                | Montsant                               | 2 de mayo de 2020        |
| Bandera de Galicia                 | Isla de Ons                            | 25 de abril de 2020      |
| Bandera de Castilla-La Mancha      | Lagunas de Ruidera                     | 18 de abril de 2020      |
| Bandera de las Islas Baleares      | Ibiza                                  | 4 de octubre de 2018     |
| Bandera de Navarra                 | Selva de Irati                         | 3 de octubre de 2018     |
| Bandera de Castilla-La Mancha      | Tejera Negra                           | 2 de octubre de 2018     |
| Bandera de Andalucía               | Sierra de Aracena                      | 1 de octubre de 2018     |
| Bandera de Canarias                | La Palma                               | 27 de septiembre de 2018 |
| Bandera de Galicia                 | Sierra del Caurel                      | 26 de septiembre de 2018 |
| Bandera de la Comunidad de Madrid  | Valle de Lozoya                        | 25 de septiembre de 2018 |
| Bandera de Aragón                  | Huesca                                 | 24 de septiembre de 2018 |
| Bandera de Cataluña                | Valle de Arán                          | 21 de septiembre de 2018 |
| Bandera de Cataluña                | Cabo de Creus                          | 20 de septiembre de 2018 |
| Bandera de Castilla y León         | Valporquero                            | 19 de septiembre de 2018 |
| Bandera de Andalucía               | Almería                                | 18 de septiembre de 2018 |
| Bandera de Canarias                | El Hierro                              | 13 de septiembre de 2018 |
| Bandera de Extremadura             | Badajoz                                | 12 de septiembre de 2018 |
| Bandera de las Islas Baleares      | Menorca                                | 12 de septiembre de 2018 |
| Bandera de Cataluña                | Delta del Ebro                         | 21 de noviembre de 2017  |
| Bandera de Asturias                | Somiedo                                | 15 de noviembre de 2017  |
| Bandera de Castilla-La Mancha      | Sierra Norte de Guadalajara            | 26 de octubre de 2017    |
| Bandera de Galicia                 | Camino de Santiago                     | 19 de octubre de 2017    |
| Bandera de la Comunidad Valenciana | Sierra de Irta                         | 4 de octubre de 2017     |
| Bandera de Andalucía               | Torcal de Antequera y Caminito del Rey | 20 de septiembre de 2017 |
| Bandera de Cataluña                | Sierra de Montserrat                   | 16 de diciembre de 2015  |
| Bandera de Andalucía               | Alpujarra                              | 10 de diciembre de 2015  |
| Bandera de Galicia                 | Costa de la Muerte                     | 3 de diciembre de 2015   |
| Bandera de Asturias                | Picos de Europa                        | 25 de noviembre de 2015  |
| Bandera de las Islas Baleares      | Sierra de Tramontana                   | 19 de noviembre de 2015  |
| Bandera del País Vasco             | Campas de Urbía                        | 10 de noviembre de 2015  |
| Bandera de Canarias                | La Gomera                              | 3 de noviembre de 2015   |
| Bandera de Andalucía               | Parque nacional de Doñana              | 27 de octubre de 2015    |
| Bandera de Cataluña                | Desfiladero de Monrebey                | 20 de octubre de 2015    |
| Bandera de Extremadura             | Valle del Jerte                        | 13 de octubre de 2015    |